# Канал реки Молочной
Канал реки Молочной (укр. Канал річки Молочної) — спрямляющий канал, проложенный к востоку от Молочной реки между городом Мелитополем и селом Константиновкой.

## Описание
Канал отделяется от Молочной реки у юго-западной околицы села Вознесенка и протекает примерно в 500 метрах к востоку от реки вдоль западной границы села Константиновка. У юго-западной околицы Константиновки снова соединяется с Молочной рекой. Ширина канала 10 м, глубина 1.4, грунт вязкий.
Через канал переброшено 2 железобетонных моста
- Мост, по которому прожодит автодорога М-14, продолжение мелитопольской Интеркультурной улицы. Железобетонный, шириной 13 метров.
- Мост, по которому проходит грунтовая дорога, соедияняющая мелитопольский район Песчаное с Константиновкой, продолжение мелитопольской улицы Михаила Оратовского. Железобетонный, шириной 6 метров[2].

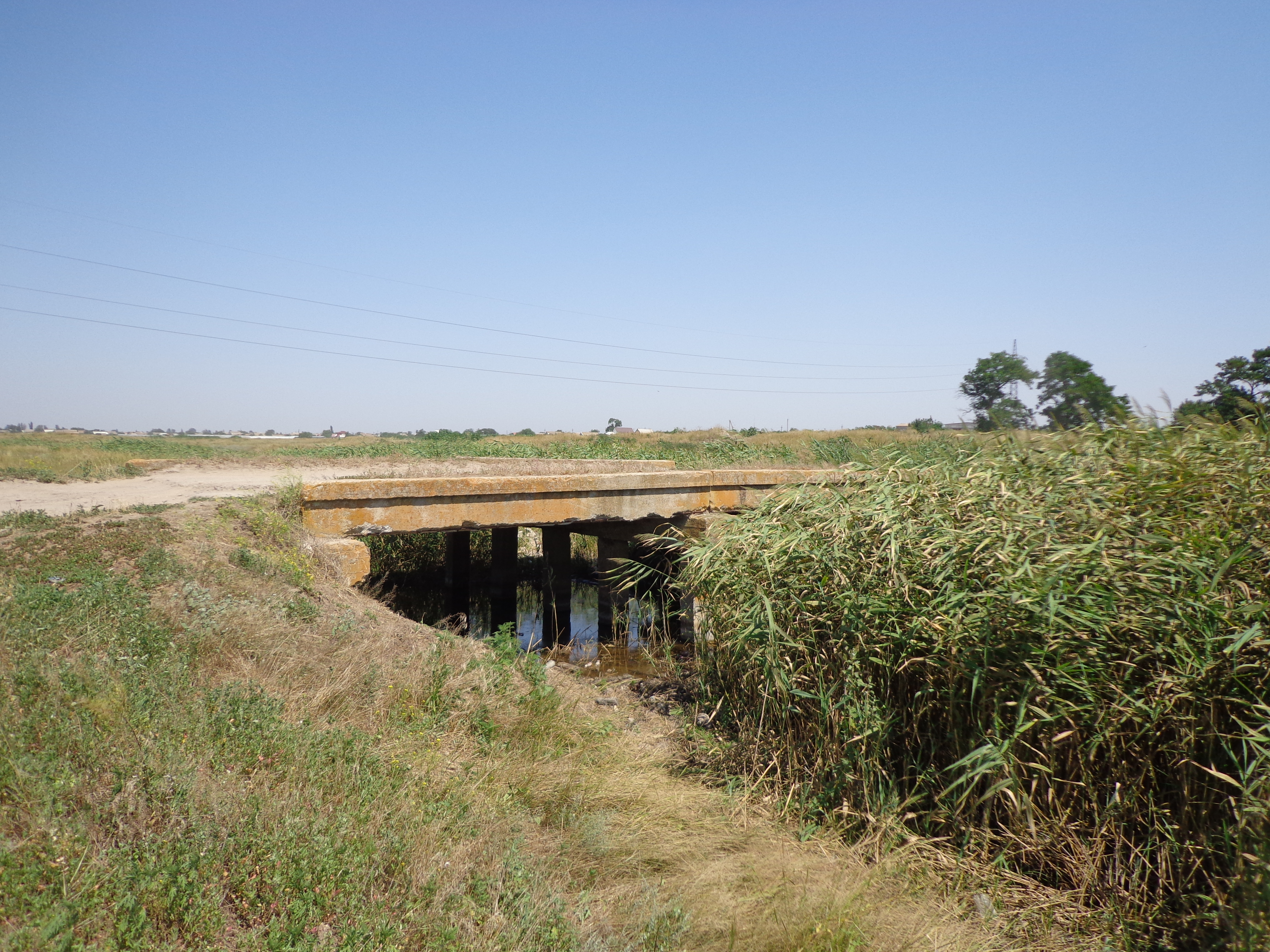
Мост на продолжении улицы М. Оратовского
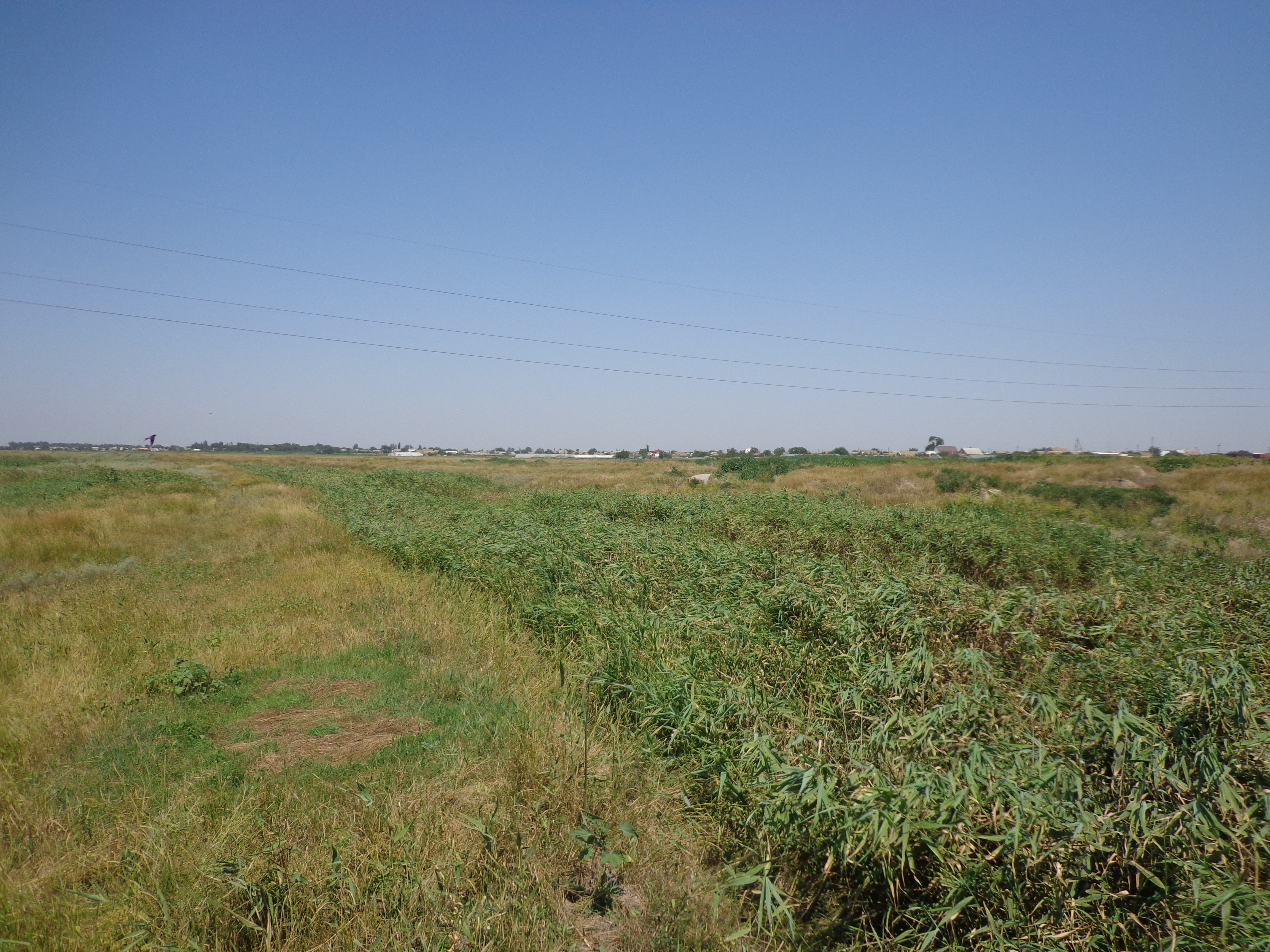
Вид на канал с моста

## История
Канал к востоку от русла реки Молочной был прорыт ещё до революции. В годы войны южная часть канала уже находилась примерно там же, где и сейчас, а северная часть канала ещё отсутствовала. К 1990 году канал уже полностью протекал по своему нынешнему руслу.

## Экология
В 2005—2010 годах канал практически не работал на сброс воды, что во время дождей приводило к подтоплениям в Константиновке. В последние годы планируются работы по расчистке канала.